# Erichsonia
Erichsonia is een kevergeslacht uit de familie van de boktorren (Cerambycidae). De wetenschappelijke naam van het geslacht werd voor het eerst geldig gepubliceerd in 1849 door Westwood.

## Soorten
Erichsonia is monotypisch en omvat slechts de volgende soort:
- Erichsonia dentifrons Westwood, 1849